# せきれい丸沈没事故

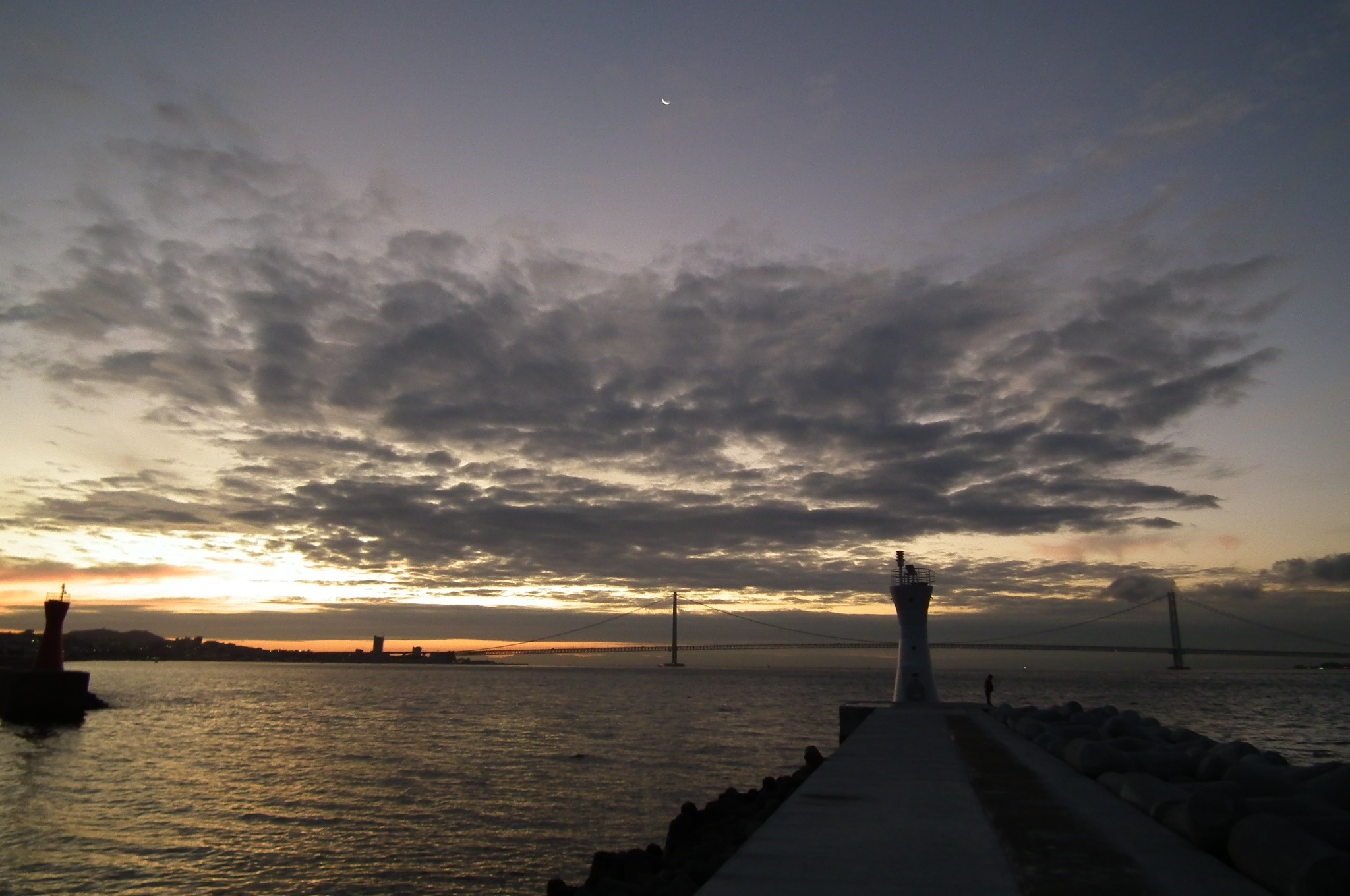
せきれい丸が目指した明石港と、この事故がきっかけとなり本州四国連絡橋架橋運動が盛んとなってその結果架けられた明石海峡大橋

せきれい丸沈没事故（せきれいまるちんぼつじこ）とは、1945年（昭和20年）12月9日に発生した海難事故である。播淡連絡汽船「せきれい丸」が台風並の荒天の中、定員100名の3倍を超える乗客を乗せたことにより、復原力を失って瀬戸内海東端に位置する明石海峡の松帆の浦沖合1500mで転覆沈没し、死者・行方不明304名を出す惨事になった。

## 事故の概要

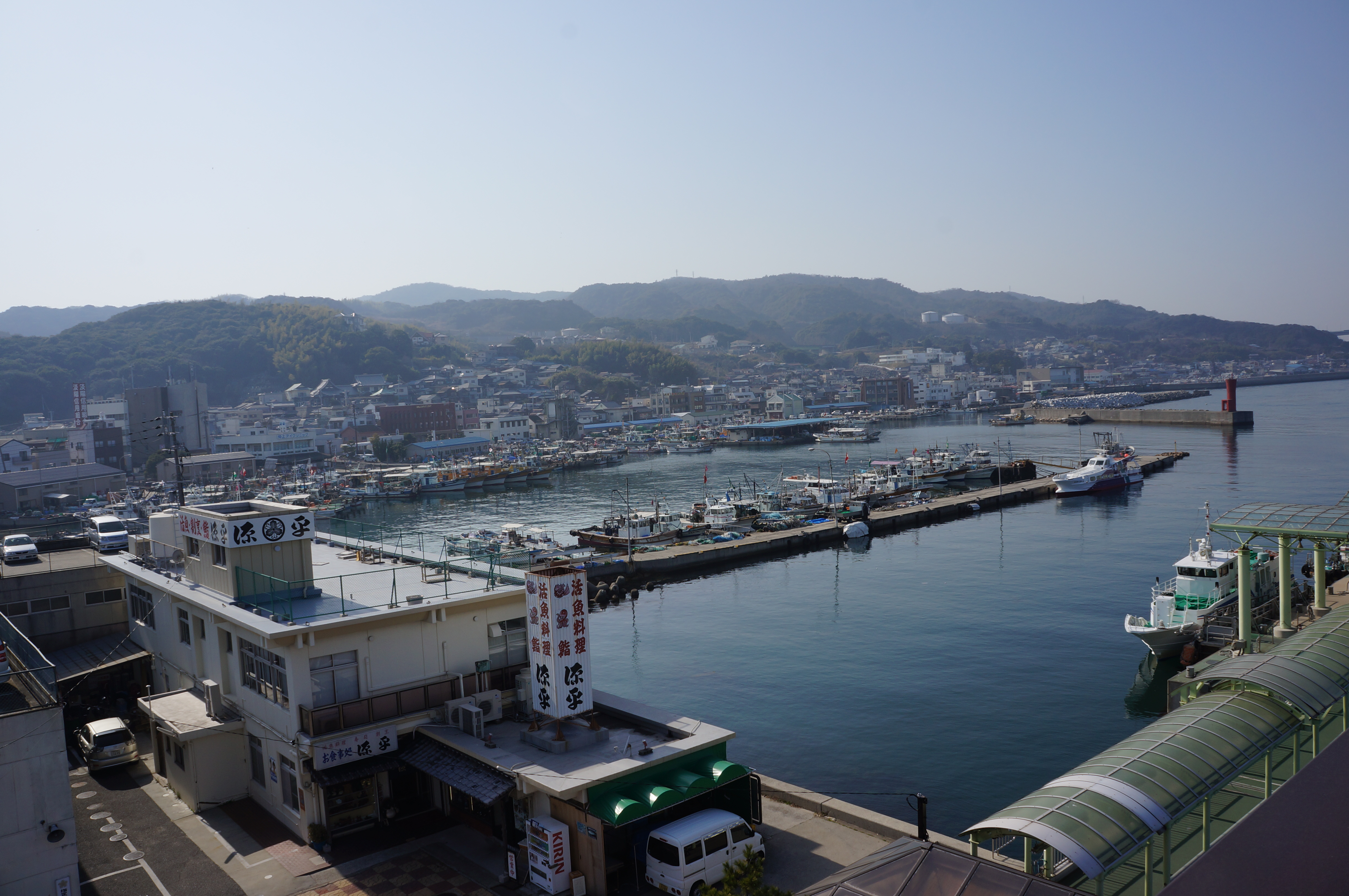
せきれい丸は1945年12月9日強風の明石海峡へ、この岩屋港から出港する。

1945年12月9日の明石海峡は晴天であったが、台風並みの突風が吹き荒れていた。当時は、船舶の運航権限は全て船長に任されていて、播淡連絡汽船所属、播淡連絡船「せきれい丸」の船長も当便を欠航する予定であった。しかし、淡路島から対岸の明石市や京阪神方面の闇市に買い出しに行く人や、生鮮品の行商人が黒山の人だかりで出航を待っており、彼らの一部にせがまれて岩屋港を出航し、対岸の明石港に向かった。船は総トン数34t、長さ19m、幅4m、定員100名の木造船であったが、定員の3倍以上の乗組員5名、乗客344名を乗せていた。
9時頃、松帆崎1.5km沖合で西からの突風に吹かれたため寒風と波を避けようと乗客が右舷に集まりだした。このため船は傾き、激しい潮流と波にあおられ転覆沈没した。付近で操業中の漁船群が救助に向かい、45人を救助したが死者・行方不明304名を出す惨事になった。船長は救助を拒否、そのまま船とともに沈み殉職した。遺体が確認されたのは17名、287名は行方不明のままとなった。
第二次世界大戦終結の3ヶ月後であり、戦前の古い船舶に定員以上の乗客を乗せることが当たり前のように行われていた背景がある。この事故が起きた後も1955年にかけて瀬戸内海各地で旅客船の遭難が相次ぎ、本州四国連絡橋架橋運動が盛んとなった。明石海峡では以前から架橋構想があったものの、神戸市長や淡路島出身の国会議員の働きかけから半世紀後に明石海峡大橋架橋が成就した。
1987年（昭和62年）、明石海峡大橋の工事開始を契機に、海上安全の願いを込めて、淡路市岩屋の鳥ノ山展望台に慰霊碑がせきれい丸遭難者慰霊碑建立会によって建てられた。碑文には「当時は戦後の混乱期で十分な供養もなされないまま今日に至ったが、このたび明石海峡の架橋工事（が）始まるのを契機に、犠牲者の慰霊とともに平和と海上安全の願いを込めて、この塔を建立した」と記されている。

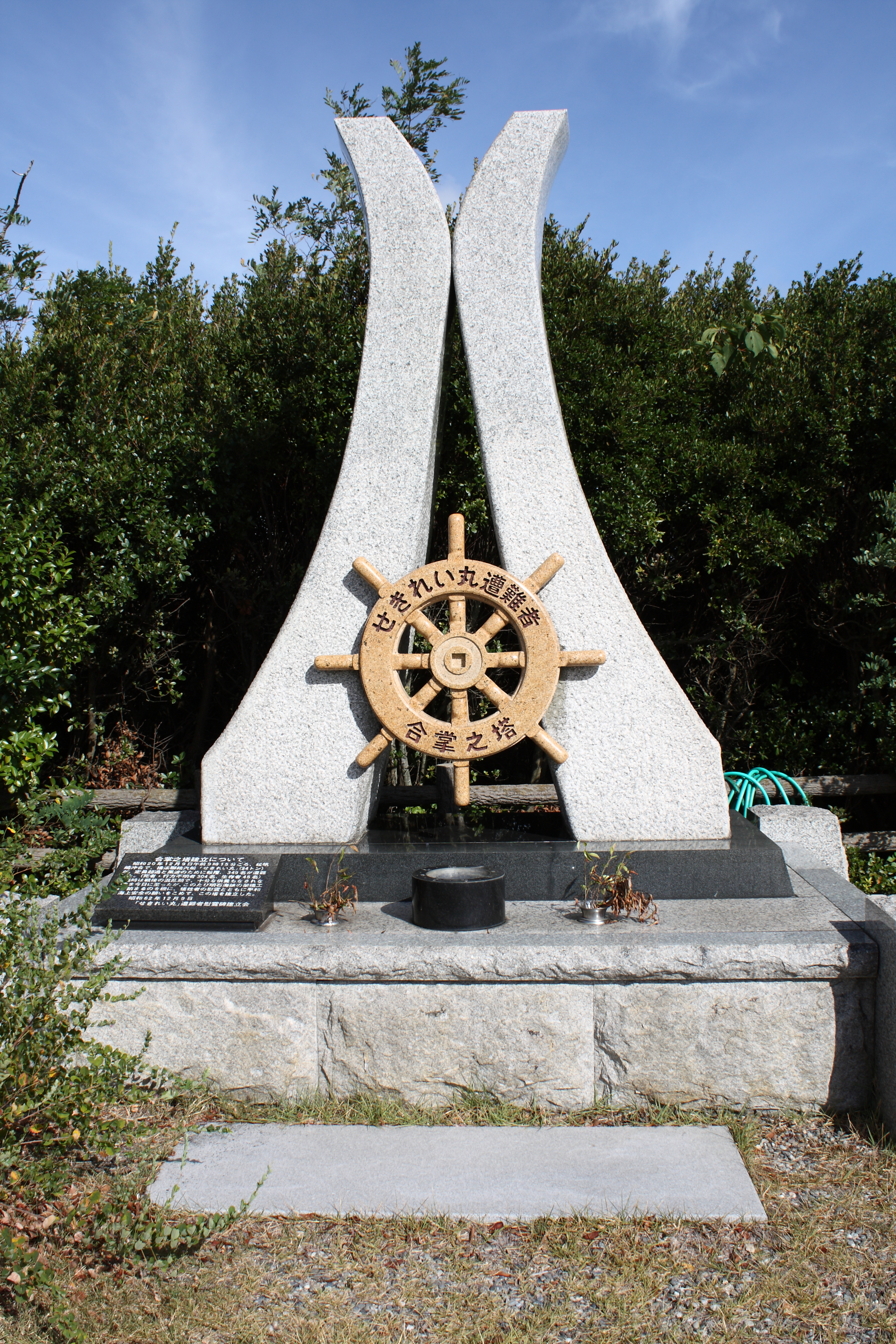
せきれい丸慰霊碑

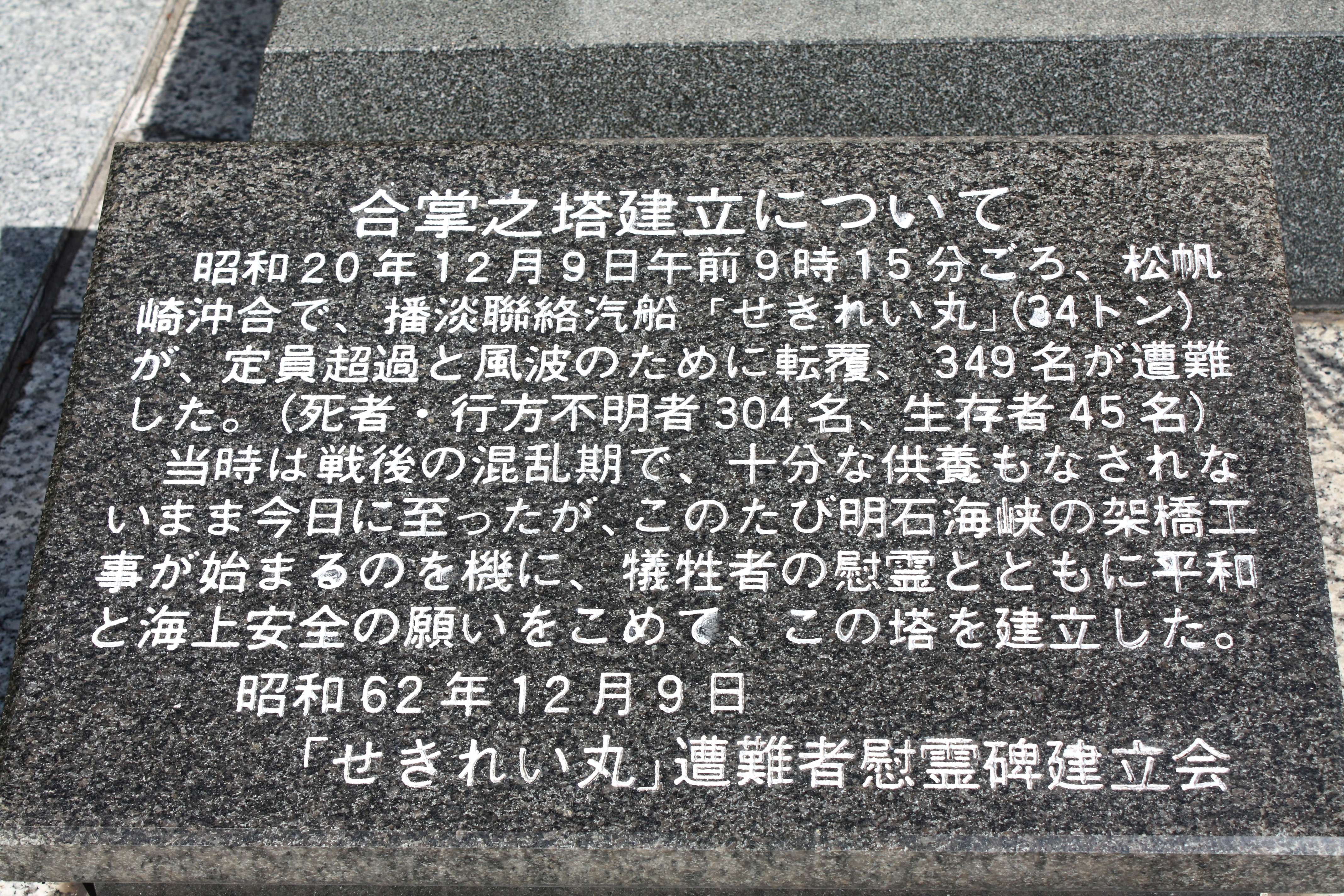
せきれい丸慰霊碑-碑文